# Хрослиці
Хрослиці (пол. Chroślice, нім. Hennersdorf) — село в Польщі, у гміні Менцинка Яворського повіту Нижньосілезького воєводства.
Населення — 251 особа (2011).
У 1975-1998 роках село належало до Легницького воєводства.

## Демографія
Демографічна структура станом на 31 березня 2011 року:
|          | Загалом | Допрацездатний вік | Працездатний вік | Постпрацездатний вік |
| -------- | ------- | ------------------ | ---------------- | -------------------- |
| Чоловіки | 133     | 33                 | 89               | 11                   |
| Жінки    | 118     | 19                 | 70               | 29                   |
| Разом    | 251     | 52                 | 159              | 40                   |